# Paul Allaerts
Paul Allaerts (Mol, 1964. július 9. –) belga nemzetközi labdarúgó-játékvezető. Polgári foglalkozása IT menedzser.

## Pályafutása

### Nemzeti játékvezetés
A játékvezetői vizsgát 1985-ben tette le, 1996-ban lett hazája legfelső szintű labdarúgó-bajnokságának játékvezetője. UEFA besorolás szerint a „mester” kategóriában tevékenykedett. Az aktív nemzeti játékvezetéstől 2010-ben vonult vissza.

#### Nemzeti kupamérkőzések
Vezetett Kupa-döntők száma: 2.

##### Belga Kupa
Aktív és eredményes pályafutása elismerve, visszavonulása előtt a belga JB megbízta a döntő mérkőzés vezetésével.
| Időpont         | Helyszín                         | Mérkőzés típusa | Mérkőzés               | Eredmény | Nézők száma |
| --------------- | -------------------------------- | --------------- | ---------------------- | -------- | ----------- |
| 2010. május 15. | Baldvin király Stadion, Brüsszel | döntő           | Gent–Cercle Brugge KSV | 3 : 0    | 50 000      |

##### Belga-szuperkupa
| Időpont            | Helyszín                        | Mérkőzés típusa | Mérkőzés                     | Eredmény | Nézők száma |
| ------------------ | ------------------------------- | --------------- | ---------------------------- | -------- | ----------- |
| 2008. augusztus 9. | Maurice Dufrasne Stadion, Liège | döntő           | Standard de Liège–Anderlecht | 3 : 1    | 28 000      |

### Nemzetközi játékvezetés
A Belga labdarúgó-szövetség Játékvezető Bizottsága (JB) 2000-ben terjesztette fel nemzetközi játékvezetőnek, a Nemzetközi Labdarúgó-szövetség (FIFA) bíróinak keretébe. Több nemzetek közötti válogatott és klubmérkőzést vezetett. A belga nemzetközi játékvezetők rangsorában, a világbajnokság-Európa-bajnokság sorrendjében többedmagával az 5. helyet foglalja el 10 találkozó szolgálatával. Az aktív nemzetközi játékvezetéstől az FIFA JB által meghatározott 45 éves korhatár elérésével 2009-ben visszavonult. Válogatott mérkőzéseinek száma: 16.

#### Világbajnokság
Három világbajnoki döntőhöz vezető úton Dél-Koreába és Japánba a XVII., a 2002-es labdarúgó-világbajnokságra, Németországba a XVIII., a 2006-os labdarúgó-világbajnokságra és Dél-Afrikába a XIX., a 2010-es labdarúgó-világbajnokságra a FIFA JB játékvezetőként alkalmazta.

##### 2002-es labdarúgó-világbajnokság

###### Selejtező mérkőzés
| Időpont             | Helyszín                   | Mérkőzés típusa           | Mérkőzés               | Eredmény | Nézők száma |
| ------------------- | -------------------------- | ------------------------- | ---------------------- | -------- | ----------- |
| 2001. február 28.   | Barreiros Stadion, Funchal | előselejtező (2. csoport) | Portugália–Andorra     | 3 : 0    | 9 000       |
| 2001. szeptember 5. | Olimpiai Stadion, Helsinki | előselejtező (9. csoport) | Finnország–Görögország | 5 : 1    | 8 563       |

##### 2006-os labdarúgó-világbajnokság

###### Selejtező mérkőzés
| Időpont           | Helyszín                        | Mérkőzés típusa           | Mérkőzés             | Eredmény | Nézők száma |
| ----------------- | ------------------------------- | ------------------------- | -------------------- | -------- | ----------- |
| 2004. október 9.  | Hampden Park Stadion, Glasgow   | előselejtező (5. csoport) | Skócia–Norvégia      | 0 : 1    | 48 882      |
| 2005. március 26. | Millennium Stadion, Cardiff     | előselejtező (6. csoport) | Wales–Ausztria       | 0 : 2    | 47 760      |
| 2005. október 8.  | Tehelne Saupin Stadion, Pozsony | előselejtező (3. csoport) | Szlovákia–Észtország | 1 : 0    | 12 837      |

##### 2010-es labdarúgó-világbajnokság

###### Selejtező mérkőzés
| Időpont           | Helyszín                              | Mérkőzés típusa           | Mérkőzés          | Eredmény | Nézők száma |
| ----------------- | ------------------------------------- | ------------------------- | ----------------- | -------- | ----------- |
| 2008. október 11. | Wembley Stadion, London               | előselejtező (6. csoport) | Anglia–Kazahsztán | 5 : 1    | 89 107      |
| 2009. október 10. | Antonis Papadopoulos Stadion, Lárnaka | előselejtező (8. csoport) | Ciprus–Bulgária   | 4 : 1    | 3 700       |

#### Európa-bajnokság
Az európai-labdarúgó torna döntőjéhez vezető úton Portugáliába a XII., a 2004-es labdarúgó-Európa-bajnokságra és Ausztriába és Svájcba a XIII., a 2008-as labdarúgó-Európa-bajnokságra az UEFA JB játékvezetőként foglalkoztatta.

##### 2004-es labdarúgó-Európa-bajnokság

###### Selejtező mérkőzés
| Időpont           | Helyszín                     | Mérkőzés típusa            | Mérkőzés            | Eredmény | Nézők száma |
| ----------------- | ---------------------------- | -------------------------- | ------------------- | -------- | ----------- |
| 2003. március 29. | Loro Boriçi Stadion, Shkodra | előselejtező (10. csoport) | Albánia–Oroszország | 3 : 1    | 16 000      |

##### 2004-es labdarúgó-Európa-bajnokság

###### Selejtező mérkőzés
| Időpont           | Helyszín                    | Mérkőzés típusa           | Mérkőzés              | Eredmény | Nézők száma |
| ----------------- | --------------------------- | ------------------------- | --------------------- | -------- | ----------- |
| 2006. október 15. | Gradski Stadion, Szkopje    | előselejtező (E. csoport) | Macedónia–Oroszország | 0 : 2    | 16 500      |
| 2007. június 2.   | Millennium Stadion, Cardiff | előselejtező (D. csoport) | Wales–Csehország      | 0 : 0    | 30 700      |

#### Nemzetközi kupamérkőzések

##### Európa Liga
| Időpont            | Helyszín             | Mérkőzés típusa           | Mérkőzés             | Eredmény |
| ------------------ | -------------------- | ------------------------- | -------------------- | -------- |
| 2009. augusztus 6. | Népstadion, Budapest | előselejtező (3. forduló) | Honvéd–Fenerbahçe SK | 1 : 1    |

## Sikerei, díjai
Szakmai felkészültségére jellemző, hogy a belga JB egymás után, a 2004/2005 és a 2005/2006 évadban az Év Játékvezetője címmel jutalmazta.

## Magyar vonatkozás
A magyar labdarúgó-válogatott 797. mérkőzése volt.
| Időpont         | Helyszín             | Mérkőzés típusa | Mérkőzés                   | Eredmény | Nézők száma |
| --------------- | -------------------- | --------------- | -------------------------- | -------- | ----------- |
| 2005. május 31. | Városi Stadion, Metz | barátságos      | Franciaország–Magyarország | 2 : 1    | 28 000      |